# Wooldridgeite
La wooldridgeite è un minerale.

## Etimologia
Prende il nome dal mineralogista e gemmologo amatoriale inglese James Wooldridge (1923-1995), scopritore del minerale.